# Hymke de Vries
Hymke de Vries (11 april 1962) is een Nederlands actrice, stemactrice en regisseuse.
In 1987 studeerde zij af aan de acteursopleiding van de Toneelacademie Maastricht.
De Vries acteert zowel op televisie als in het theater.
Op televisie begon ze in 1989 in de dramaserie Spijkerhoek, waarin ze Francine van de Akker speelde. Ook was ze drie seizoenen te zien als Marilene Vreeswijk in de ziekenhuisserie IC.
In het theater debuteerde zij bij Toneelgroep Theater te Arnhem. In de jaren daarna speelde zij veelal in vrije producties. O.a. in de 4 Mussen & Zwanen voorstellingen, geschreven door Haye van der Heyden en geregisseerd door Christiaan Nortier. Verder werkte zij bij diverse theatergroepen en producenten.
Hymke de Vries is ook stemactrice en regisseuse. Ook spreekt zij luisterboeken in. In 2014 won ze de Zilveren Koe voor haar bijdrage aan het niveau van de nasynchronisatie in Nederland.
Als docente, vooral op het gebied van ademtechniek, stemgebruik en tekstbehandeling gaf en geeft ze les bij o.a. De Nederlandse Musicalacademie/Arnhem en De Jaargang van Kemna.

## Filmografie

### Theater
- Stella in de Sterren - Shanna Chatterjee, Telekids Academy seizoen 18/19
- Maquette - Peter Drost, Toneelschap Beumer&Drost, 18/19
- Amanda - Walter van den Broek, Kunst in de Kamer seizoen 18/19
- Opvliegers 2, In de sneeuw, Allard Blom, REP '16/17
- Opvliegers- Allard Blom, REP 2015/2016, Keet.
- Taxi taxi- Ray Cooney, de Komedie Compagnie Antwerpen 2014/2015,
- De man die het wist - Bruun Kuijt en Lex Passchier, Thriller Theater 2013/2014
- Zadelpijn 2, Het verwende nest (BOSprodukties 2012/2013) - Ann
- Hormonologen-Yvonne van den Hurk (Winterspelen 2011/2012/2013)- diverse rollen.
- Alles voor de Führer (Trilogie van de waan, deel 3) -Kiek Houthuijsen/Ton Vorstenbosch (De Toneelfabriek 2011) -Emmy Göring
- Paul Vlaanderen en het mysterie van de verzonnen dood-Dick v.d. Heuvel (Thriller Theater 2010/2011/2012)- Ina Vlaanderen e.a.
- Vaders!-Haye v.d.Heyden (Joop vd Ende Theaterprodukties 2006) - Lara
- Mussen en Zwanen 1 & 2-Haye v.d.Heyden (Mithras produkties1996/1998) - Esther/ Emmy
- Eten en dansen-Haye v.d.Heyden (Joop van den Ende Theaterprodukties 1999) - Mary
- The woman that cooked her husband - Debby Isit (Senf theaterprodukties 2003) - Laura
- Midzomerstrandkomedie-Haye v.d.Heyden (Joop vd Ende Theaterprodukties 2002) - Greetje/ Esmée
- Vogels-Haye v.d.Heyden (Joop vd Ende Theaterprodukties 2002) - Linda
- Kortsluiting-Haye v.d.Heyden- (Mithras Produkties 2000) - Julia
- Liaisons Dangereuses- Christopher Hampton (Toneelgroep Het Vervolg, Maastricht 2001) - Madame de Tourvel
- De Wijze Kater- HermanHeijermans (J. vd Rest Theaterprodukties 1990) - Ans, Hofdame
- Ballingen-James Joyce (Toneelschuurprodukties Haarlem1994)- May Bartram
- Het beest in de jungle-Henry James (Nes-Theaterprodukties Amsterdam -1993)
- De Markiezin-Noel Coward (Mithras Produkties 1991) - Adriënne
- Hooikoorts-Noel Coward (Mithras Produkties 1999) - Sorel Bliss
- Still life - Noel Coward (Toneelgroep Theater Arnhem 1987)
- Black Comedy - Peter Shaffer (Toneelgroep Theater Arnhem 1987)

### Televisie
- Spijkerhoek (1989) - Francine van de Akker
- Een huis in Jeruzalem (1995) - Hymke
- IC (2002-2006) - Marilene Vreeswijk (2002-2006)
- Spangas 2010 - Mia van Houten

### Gastrollen
- Medisch Centrum West (1993) - Froukje, dochter van Reini Hermans
- Zeg 'ns Aaa (1991) - Elly
- Sjans
- Harold en Maude
- Die Traurigkeit des Sonntagvormittags (das kleine Fernsehspiel WDR/Arte)
- Stahlkammer Zürich, Süddeutscher Rundfunk
- Der Fischerkrieg (1997) - Trix, Süddeutscher Rundfunk
- Baantjer: De Cock en de moord op Sinterklaas (2001) - Tiny Pieters
- Over de Liefde (NOT)
- Licht! (NOT)
- Lucht! (NOT)
- Kinderen geen bezwaar (2008) - Mieke Arends
- Spangas
- Overspel (2013)
- Het land van Lubbers (2015)
- Dokter Tinus (2016)

### Stemmenwerk
- Uitgelezen Verhalen, literaire voorleesavond, februari 2019
- div. tekenfilmseries, films en games, onder andere Finding Dory (als de moeder van Dory), Trolls, Monsters University (als Karin de Graaf), Zootropolis (als Nangi), Incredibles 2 (als de Ambassadeur), Toy Story 4, SpongeBob, Winx Club, W.I.T.C.H., Totally Spies, Miss Spider, Monster Buster Club, Galactic Football, Roary de racewagen, Star Wars Rebels (als Hera Syndulla), Zootropolis+ (als Grandmama, Francis), Chicken Run: Dawn of the Nugget (als Bunty), Monsters at Work (als Marilyn), Infamous, Hello Kitty, Shin Chan en Sune's keuze
- div. live-action series/films, onder andere True Jackson, Lena en Cem, Dr. Doolittle, Narnia, Het gouden kompas, Zeke and Luther, Liv and Maddie, Mako Mermaids, Don't Look Up
- div. tv-en radiocommercials, onder andere Opel, Glorix, Telfort, Ikea, Pharma...
- div. voice-overs, onder andere Amnesty International, School TV, Rijksoverheid.
- luisterboeken: Het achtste leven van Nino Haratischvili, Tijl van Daniël Kehlmann, De Onervarenen en Hier van Joke van Leeuwen, Dagelijks werk en Reddende Engel van Renate Dorrestein, Hoe mooi alles (over Leo en Tineke Vroman) van Mirjam van Hengel, de biografie Juliana, vorstin in een mannenwereld van Jolande Withuis, daarnaast 8 titels van Linda van Rijn, 8 titels van M.J.Arlidge, 5 titels van Rolf en Cilla Börljind, boeken van Emilie Schep, Gilly McMillan, Sarah McCoy, Marion Pauw, Isabel Allende, Simone van der Vlugt, Corine Hartman, e.a.

## Regie
Regie en casting nasynchronisatie:
- Zooo Genant (Z@pp 2009)
- Elephant Princess (Z@pp 2010)
- Elias (2009, dvd)
- De ark van Noach (2008, dvd)
- De wilde kippenclub (Z@PP 2009)
- De wilde kippenclub en de liefde (Z@PP 2010)
- De wilde kippenclub voor altijd (Z@PP 2010)
- Harry en Toto (Z@PP 2009)
- Zomer (Z@PP 2011)
- Mullewap (Z@pp 2012)
- Clara en de beren (Z@pp 2013)

Regie televisie:
- Kinderen geen bezwaar (13 afleveringen, seizoen 2008-2010)

- Gemeinsame Normdatei: 1062391578
- International Standard Name Identifier: 0000 0001 3279 945X
- Virtual International Authority File: 311715533